# Jan Pawłowski (duchowny)
Jan Romeo Pawłowski (ur. 23 listopada 1960 w Biskupcu) – polski duchowny rzymskokatolicki, doktor prawa kanonicznego, dyplomata watykański, arcybiskup, nuncjusz apostolski w Kongu i Gabonie w latach 2009–2015, delegat, następnie sekretarz, ds. przedstawicielstw papieskich w Sekretariacie Stanu Stolicy Apostolskiej w latach 2015–2022, nuncjusz apostolski w Grecji od 2022.

## Życiorys
Urodził się jako pierwszy z czterech synów Stanisława i Magdaleny. Ukończył szkołę podstawową i średnią w Toruniu, a w 1979 wstąpił do Prymasowskiego Wyższego Seminarium Duchownego w Gnieźnie. Tytuł magistra teologii uzyskał na ówczesnym Papieskim Wydziale Teologicznym w Poznaniu. 1 czerwca 1985 w bazylice prymasowskiej w Gnieźnie przyjął święcenia kapłańskie z rąk kard. Józefa Glempa.
W latach 1985–1987 pracował jako wikariusz w parafii farnej św. Marcina i św. Mikołaja w Bydgoszczy, będąc jednocześnie sekretarzem swojego proboszcza, bp. Jana Wiktora Nowaka, jako wikariusza biskupiego Prymasa Polski dla Bydgoszczy. W latach 1987–1991 studiował na Papieskim Uniwersytecie Gregoriańskim, gdzie uzyskał stopień doktora prawa kanonicznego. Na Papieskiej Akademii Kościelnej odbył równocześnie studia przygotowujące do służby dyplomatycznej. W 1993 został mianowany kapelanem Jego Świątobliwości, a w 2005 prałatem honorowym Jego Świątobliwości.
1 lipca 1991 podjął pracę w służbie dyplomatycznej Stolicy Apostolskiej, sprawował funkcje: attaché, a później sekretarza Nuncjatury Apostolskiej w Kongu, Republice Środkowoafrykańskiej i Czadzie (1991–1994), sekretarza Nuncjatury Apostolskiej w Tajlandii oraz Singapurze, Malezji, Kambodży, Laosie, Birmanii i Brunei (1994–1997), radcy Nuncjatury Apostolskiej w Brazylii (1997–1999); radcy Nuncjatury Apostolskiej we Francji (1999–2002). Od końca 2002 pracował w Sekcji do Spraw Relacji z Państwami watykańskiego Sekretariatu Stanu.
18 marca 2009 został prekonizowany przez papieża Benedykta XVI nuncjuszem apostolskim w Kongu i Gabonie i wyniesiony do godności arcybiskupa ze stolicą tytularną w Sejnach. 30 kwietnia 2009 w bazylice Matki Boskiej Królowej Męczenników w Bydgoszczy został konsekrowany na biskupa przez kardynała Tarcisia Bertone, sekretarza stanu Stolicy Apostolskiej, w asyście arcybiskupa Alfia Rapisardy, emerytowanego nuncjusza apostolskiego w Portugalii, i Jana Tyrawy, biskupa diecezjalnego bydgoskiego.
7 grudnia 2015 papież Franciszek mianował go delegatem ds. przedstawicielstw papieskich w Sekretariacie Stanu Stolicy Apostolskiej. 21 listopada 2017 stanął na czele nowo utworzonej III sekcji Sekretariatu Stanu, zajmującej się personelem dyplomatycznym Stolicy Apostolskiej. Od 17 grudnia 2020 do 10 września 2022 pełnił w tejże sekcji funkcję sekretarza ds. przedstawicielstw papieskich.
1 grudnia 2022 został mianowany przez papieża Franciszka nuncjuszem apostolskim w Grecji.
W 2020 konsekrował nuncjusza apostolskiego w Ghanie Henryka Jagodzińskiego. Był współkonsekratorem w trakcie święceń biskupa Owando Victora Abagny Mossy (2011), biskupa Impfondo Jeana Gardina (2011), biskupa Gambomy Urbaina Ngassongo (2013) i biskupa Pointe Noire Miguela Angela Olaverriego Arroniza (2013).

## Odznaczenia i wyróżnienia
- Krzyż Komandorski z Gwiazdą Orderu Odrodzenia Polski (2018)[9][10]
- Krzyż Wielki Orderu Zasługi (Portugalia, 2016)[11]
- Honorowy obywatel gminy Kobylanka (2018)[12].